# Catedral de San Bernabé (Nottingham)
La catedral de San Bernabé  (en inglés: Cathedral Church of St. Barnabas) en la ciudad de Nottingham, Inglaterra, Reino Unido es una catedral de la Iglesia católica. Es la sede episcopal de la diócesis de Nottingham.
Se encuentra ubicada en la esquina de Derby Road y la calle North Circus, en el lado opuesto del Albert Hall y el Nottingham Playhouse (Wellington Circus) .
Fue construida entre 1841 y 1844, con un costo de £ 15.000 ( £ 1.340.000 en 2016), y fue consagrada por primera vez en 1844, quince años después de la Ley de Ayuda Católica que terminó la mayoría de las restricciones sobre el catolicismo en el Reino Unido .